# Tetsuya Funatsu
Tetsuya Funatsu (født 9. februar 1987) er en japansk fodboldspiller, som spiller for den japanske fodboldklub Thespakusatsu Gunma.